# Harpactea strandi
Harpactea strandi là một loài nhện trong họ Dysderidae.
Loài này thuộc chi Harpactea. Harpactea strandi được miêu tả năm 1939 bởi Caporiacco.